# Chemisette

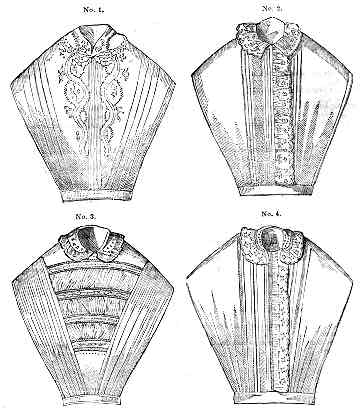
Chemisettes

Chemisette (auch Chemisett) ist ein aus dem Französischen übernommenes Fremdwort; es ist das Diminutiv von französisch chemise (Hemd). Es bezeichnet also ein Hemdchen oder kleines Hemd. In der Männermode bezeichnet es die gestärkte Hemdbrust an Frack- und Smokinghemden.
Bei der Damenmode bezeichnet es einen weißen Einsatz (Kragen, Kragentuch) am vorderen Oberteil des Damenkleides oder -anzuges. Eine solche Chemisette ist meistens aus weißem, dichtem oder dünnem Stoff (Batist, Tüll, Musselin) hergestellt. Unter der Bezeichnung falscher Kragen wird es auch als gesondertes Kleidungsstück unter Pullovern getragen.